# مارك وارنر (مونتير)
مارك وارنر (بالإنجليزية: Mark Warner)‏ هو مونتير أمريكي، ولد في 24 فبراير 1954.

## وصلات خارجية
- مارك وارنر على موقع IMDb (الإنجليزية)
- مارك وارنر على موقع ألو سيني (الفرنسية)
- مارك وارنر على موقع أول موفي (الإنجليزية)
- مارك وارنر على موقع قاعدة بيانات الأفلام السويدية (السويدية)
- مارك وارنر على موقع قاعدة بيانات الفيلم (الإنجليزية)
- مارك وارنر على موقع كينوبويسك (الروسية)
- مارك وارنر على موقع كينوبويسك (الروسية)